# Alejandro Rebolledo
Alejandro Rebolledo Polegar (Caracas, Venezuela, 1970-Barcelona, Espanha, 2016) foi um jornalista e escritor venezuelano.

## Biografia
Estudou jornalismo na Universidade Central da Venezuela. Dantes de falecer, terminava a tese de doctorado de Psicologia Social na Universitat Autònoma de Barcelona.
Terminado a carreira de Comunicação Social, começa como jornalista do El Nacional e redactor estrela da revista Feriado, onde se converte num dos primeiros expoentes do 'novo jornalismo' em Venezuela.
Em 1996 redesenha o conceito editorial do semanário Urbe para converter na referência o jornalismo juvenil da época. Em 1997 é cofundador e passa a dirigir revista-a Radar, além de conduzir o programa radial 'El Último Round' junto a Erika de la Vega na emissora 92.9 FM. Em 1998 é cofundador do portal de internet Loquesea.com onde coordena editorialmente as edições do lugar, incluindo México, Brasil e Argentina.
Esse mesmo 1998 e baixo o selo editorial Libros Urbe publica a novela Pin Pan Pun que no ano seguinte vontade por votação popular vontade o Prêmio Urbe à novela do ano e chega a ser finalista do Prémio Rómulo Galegos. Em 2010, é reeditada por Edições Puntocero.
No 2003 começa a escrever no diário vespertino El Mundo e apresenta-se como DJ nos locais The Flower e Elektro em festas em cuja organização participa activamente.
Muda-se a Barcelona, Espanha no 2005 para iniciar um doctorado em Psicologia Social e continuar seu labor literário. No 2016 decide retomar seu oficio de cronista com um livro sobre Venezuela e participa na fundação da editorial Codex. Umas semanas mais tarde falece inesperadamente em Barcelona.

## Obras
- Pin Pan Pun. [S.l.]: Libros Urbe. 1998. ISBN 980-07-4857-1

- Romance del Distroy. [S.l.]: Alejandro Rebolledo. 2009
- El Conde de Rovellones. [S.l.]: Alejandro Rebolledo. 2011